# Sinfonías de Ludwig van Beethoven

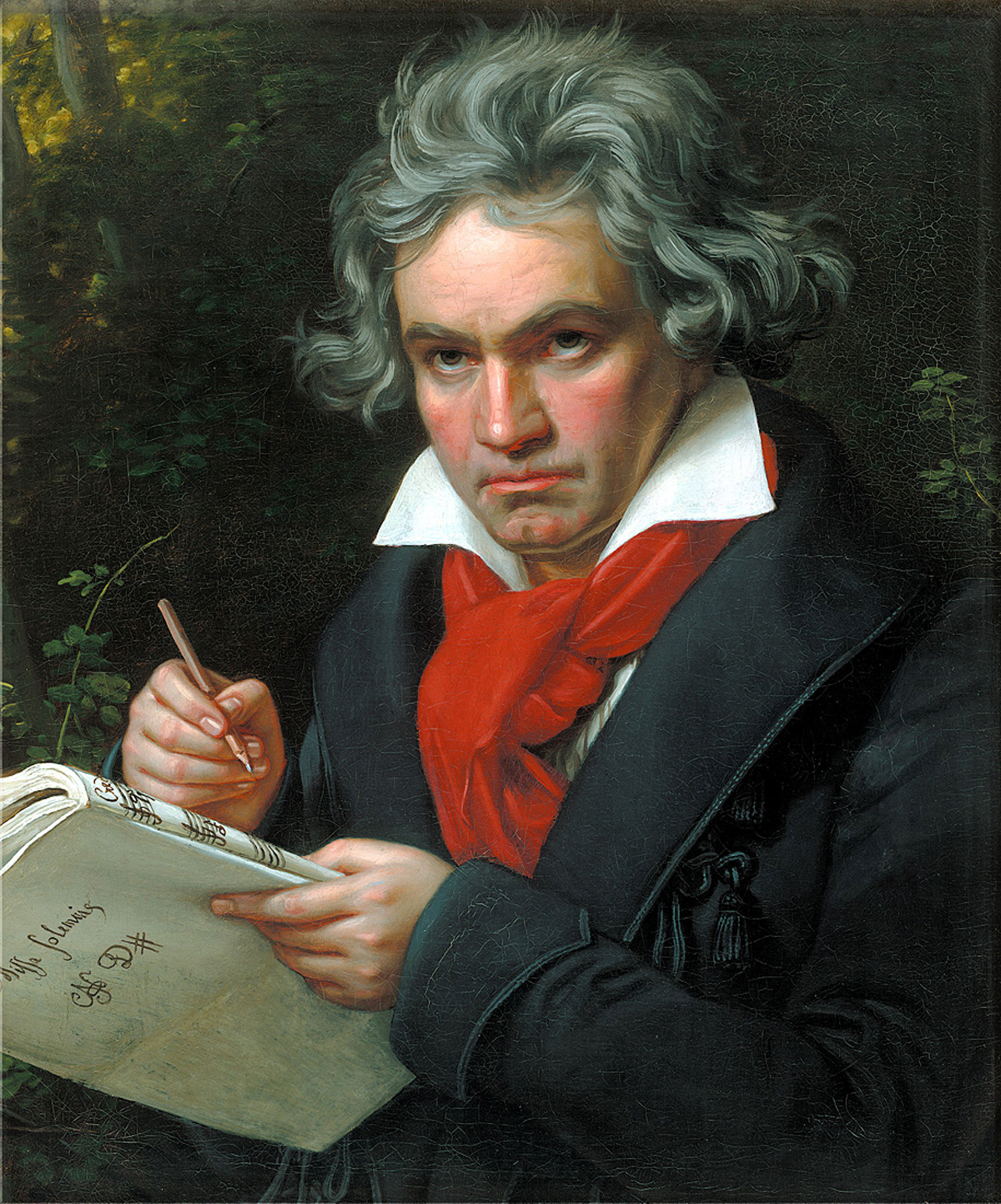
Ludwig van Beethoven.

El compositor alemán Ludwig van Beethoven (nacido en Bonn, Arzobispado de Colonia, 16 de diciembre de 1770 y fallecido en Viena, 26 de marzo de 1827) compuso nueve sinfonías a lo largo de su trayectoria musical.
Entre ellas destacan la Tercera sinfonía, también llamada en español Heroica, escrita en mi bemol mayor, la Quinta sinfonía, escrita en do menor y la Novena sinfonía, en re menor (cuyo cuarto movimiento está basado en la Oda a la Alegría, escrita por Friedrich von Schiller en 1785).
Compuso su Primera sinfonía entre 1798 y 1800, cuando tenía 30 años de edad, y continuó componiendo sinfonías hasta su muerte en 1827.
Existe controversia sobre la existencia de una Décima sinfonía, en la que estaría trabajando Beethoven cuando falleció, pero de la cual se tiene uno que otro registro hecho o anotado por él.

## Primera y segunda sinfonías

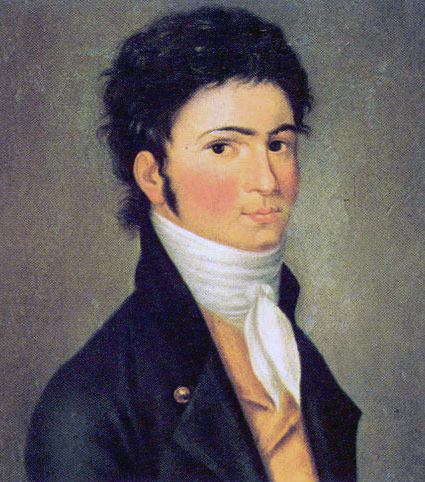
Beethoven en 1801, cuando tenía treinta años de edad. En esa época presentó su Primera sinfonía (op. 21), fascinando a sus contemporáneos por su frescura y originalidad.

Beethoven había cumplido los treinta años de edad cuando presentó su Primera sinfonía (op. 21), fascinando a sus contemporáneos por su frescura y originalidad. Compuesta entre 1798 y 1800, la obra está dedicada al barón Gottfried van Swieten, amigo de Mozart y de Haydn, y uno de los primeros protectores de Beethoven en Viena. Mucho se ha hablado del original inicio de esta sinfonía, pues arranca con un acorde distinto a la tonalidad principal de do mayor. En todo caso, esta era una de las rúbricas de Joseph Haydn. El tercer movimiento lleva el nombre de «Minuetto», pero es más rápido que lo acostumbrado en el género sinfónico de la época. Otros rasgos anunciadores del futuro Beethoven son los sforzandi de la orquesta y la forma de emplear los instrumentos de viento.
En 1803, el músico de Bonn dio a conocer la Segunda sinfonía, en re mayor (op. 36), cuya alegría contrasta con la tristeza que vivía el autor. Beethoven reemplazó el minueto estándar por un scherzo, más rítmico y dinámico. Esta innovación y sus fuertes sonoridades dieron a la Segunda sinfonía un mayor alcance y energía. Después del estreno, los críticos notaron la ausencia del minueto y dijeron que la composición tenía mucho poder, pero que era demasiado excéntrica. No faltaron las duras críticas.
La influencia haydniana se deja sentir en estas dos composiciones de juventud: ambas tienen introducciones lentas y la orquesta es totalmente clásica.

## Tercera y cuarta sinfonías
Dos años más tarde, Beethoven rompió todos los moldes clásicos con su Tercera sinfonía en mi♭ mayor (Op. 55), llamada La Heroica. Esta sinfonía dura dos veces más que cualquier otra de la época, la orquesta es más grande y los sonidos son claramente anunciadores del romanticismo musical. La obra se compone de un primer movimiento (Allegro con brio) de una duración aproximada de veinte minutos: hasta esa fecha no se había compuesto un movimiento sinfónico tan extenso. Del segundo movimiento, una «Marcha fúnebre» (Adagio assai), el biógrafo Anton Felix Schindler afirmó que, al enterarse de la muerte de Napoleón, Beethoven comentó en tono sarcástico «Yo ya compuse la música para esta triste catástrofe». El tercer movimiento es un agitado scherzo (Allegro vivace), en el que se recrea una escena de caza; destaca el uso de las trompas. El Finale (Allegro molto) evoca una escena de danza y es apoteósico, con una gran exigencia de virtuosismo para la orquesta.
La siguiente sinfonía es muy diferente. La Cuarta sinfonía en si♭ mayor (Op. 60), de 1806, recupera la frescura de sus dos primeras composiciones sinfónicas. El primer movimiento arranca con una solemne y notable introducción. En el cuarto movimiento, se muestra una de las características del compositor de Bonn: el virtuosismo que demanda de los intérpretes. El Finale de la Cuarta es muy exigente para el fagot. Esta sinfonía ha sido, según algunos críticos, injustamente relegada al lado de sus excepcionales antecesora y sucesora: «La grácil criatura griega en medio de dos gigantes germánicos».

## Quinta y sexta sinfonías

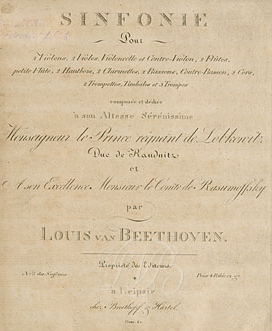
Portada de la Quinta sinfonía, perteneciente a la primera edición de Breitkopf und Härtel.

En 1808, Beethoven compone la Quinta sinfonía (Op. 67). Esta sinfonía en do menor destaca principalmente por la construcción de los cuatro movimientos basados en el motivo rítmico formado por tres corcheas y una blanca con calderón, las cuales abren la obra y retornan una y otra vez dando a la sinfonía una extraordinaria unidad. Para el músico, significaban «la llamada del destino». El segundo movimiento es un hermoso tema con variaciones. El tercer movimiento, scherzo, comienza misteriosamente y prosigue salvajemente en los instrumentos de viento-metal con una forma derivada de la «llamada del destino»; un pasaje tejido por los pizzicato de los instrumentos de cuerda se encadena sin pausa con el triunfal cuarto movimiento, allegro, y que posee una destacada coda.
Simultáneamente, compuso la Sexta sinfonía en fa mayor, conocida como Pastoral (Op. 68). Es difícil imaginar dos obras tan distintas: toda la fuerza y violencia de la Quinta se convierten en dulzura y lirismo en la Sexta, cuyos movimientos evocan escenas campestres. Es el mayor tributo dado por Beethoven a una de sus grandes fuentes de inspiración: la naturaleza. Es también su única sinfonía en cinco movimientos (todos con subtítulos: Escena junto al arroyo, Animada reunión de campesinos, Himno de los Pastores, etc.), tres de ellos encadenados (es decir, que Beethoven elimina las habituales pausas entre segmentos sinfónicos). Uno de los pasajes más famosos de la obra es el final del segundo movimiento, con la flauta, el oboe y el clarinete imitando respectivamente los cantos del ruiseñor, la codorniz y el cuco.

## Séptima y octava sinfonías
La Séptima sinfonía en la mayor (Op. 92) aparece en 1813 —casi un año después de su composición—. El compositor se empeñó en dirigirla en su estreno, con tragicómicos resultados. Pero la crítica reconoció una nueva genialidad de Beethoven. Indudablemente, el maestro alemán muestra con la Séptima su más grandioso concepto de la introducción (Poco sostenuto, pide la partitura). Richard Wagner, otro ferviente beethoveniano, calificó a la Séptima como «la apoteosis de la danza» por su implacable ritmo dancístico y notable lirismo, particularmente hondo en su célebre segundo movimiento, Allegretto —que tuvo que ser repetido a petición del público en su estreno—, dominado por un ostinato de seis notas. El esquema del tercer movimiento exige, hecho inédito en una sinfonía, la repetición del trío, quedando la estructura A-B-A-B-A. El cuarto movimiento constituye (al igual que en la Sinfonía "Júpiter" de Mozart) el verdadero centro de gravedad de la obra. En suma, toda la Séptima es una obra de gran potencia.
Al año siguiente, 1814, Beethoven concluye la Octava sinfonía en fa mayor (Op. 93), compuesta inmediatamente después de la Séptima y cuya brevedad (poco más de veinticinco minutos) no eclipsa su meticulosa escritura. Es su sinfonía más alegre y desenfadada («mi pequeña sinfonía en fa», la llamaba el compositor, para diferenciarla de la Sexta, escrita en la misma tonalidad). La composición fue extremadamente ligera y rápida (cuatro meses). La obra tiene influencias de Haydn, sobre todo en su primer movimiento. La Octava, con su larga y alegre coda, parece un grato adiós al mundo clásico.

## Novena sinfonía
En 1824, por último, Beethoven se consagra como el gran anunciador de un nuevo lenguaje con su Novena sinfonía «Coral» (Op. 125). Su orquestación (dos trompas adicionales, triángulo, platillos, coro y solistas vocales) y duración (setenta minutos) es superior a la de la Heroica. Los primeros tres movimientos (un épico Allegro ma non troppo, un poco maestoso, un electrizante Scherzo y un religioso y soñador Adagio) llegan a su culmen en el deslumbrante finale (Presto-Allegro assai), que inicia con un recitativo instrumental y con citas de los movimientos precedentes. El tema de la alegría, introducido por la cuerda grave, va ganando en intensidad y desemboca en la aparición de la voz humana por primera vez en una sinfonía, con cuatro solistas y coro mixto que cantan en alemán los versos de Friedrich von Schiller: Alegría, hermosa chispa divina,/ hija del Eliseo,/ ebrios de entusiasmo entramos,/ ¡oh diosa! a tu santuario... Esta obra, mundialmente famosa y objeto de un sinfín de arreglos y versiones, fue declarada Patrimonio Cultural de la Humanidad por la Unesco. El último movimiento de esta sinfonía fue adoptado en 1972 por el Consejo de Europa como su himno y en 1985 fue elegido por los jefes de Estado y de Gobierno europeos como himno oficial de la Unión Europea.
Para los grandes compositores románticos y posrománticos, la Novena sinfonía fue el gran legado sinfónico del músico de Bonn, un reto que todos, consciente o inconscientemente, quisieron al menos igualar: desde Schubert(Sinfonía "Grande") hasta Brahms (Primera sinfonía, llamada por el crítico Eduard Hanslick la «Décima» de Beethoven); y desde Bruckner hasta llegar a un colofón dramático y desmedido en el sinfonismo de Mahler.

## Controversia sobre la denominada por CooperDécima sinfonía
Según afirmó su amigo Karl Holz, Beethoven se encontraba trabajando en una Décima sinfonía, cuando falleció, de la cual llegó a tocar ante él unos compases al piano. El fragmento constaba de una introducción en mi♭ seguida por un contundente allegro en do menor.
Partiendo de esa escueta descripción, el musicólogo británico Barry Cooper indagó en los últimos esbozos beethovenianos. Habiendo dado con doscientos compases que, a tenor de su conocimiento del artista —Cooper es especialista en Beethoven— le pareció legítimo asignar a la hipotética sinfonía, pergeñó, al precio de algunas repeticiones, un primer movimiento que fue interpretado y grabado por la Orquesta Sinfónica de Londres en 1988.
Aun cuando Cooper se guardó bien de pretender que su obra fuera un fiel reflejo de las intenciones de Beethoven —él mismo precisa que el resultado se asemeja más, sospechosamente, a las obras de su época intermedia—, su iniciativa suscitó un escándalo considerable y la existencia de una Décima Sinfonía, siquiera en estado larvario, sigue siendo polémica.